# André de Crète (martyr)
Pour les articles homonymes, voir André de Crète et Saint André.
André de Crète ou André de Krisis est un saint martyr du culte des images fêté le 17 octobre par les Églises catholique et orthodoxe. Il aurait été un moine originaire de Crète, victime de la persécution menée par l'empereur iconoclaste Constantin V en 766 ou 767. Le monastère constantinopolitain Saint-André-in-Krisi (actuelle mosquée Koca Mustafa Pacha) lui était dédié.
Ce personnage est sans doute fictif. Le monastère, fondé sous le règne de Théodose II (Ve siècle), était à l'origine dédié à l'apôtre saint André, selon la tradition premier évêque et patron de Byzance. Le nom de Krisis (Jugement) venait d'un lieu à proximité où l'on inhumait les criminels. S'est également greffé le souvenir de l'évêque hymnographe André de Crète, mort en 740, opposant à la fin de sa vie à la politique iconoclaste de l'empereur Léon III. Le monastère de Krisis, comme d'autres, s'est probablement inventé un martyr de l'iconoclasme. Les deux « André de Crète », le vrai et le faux, y furent conjointement vénérés à partir du XIIe siècle.